# Choeteprosopa hedemanni
Choeteprosopa hedemanni là một loài ruồi trong họ Tachinidae.